# アダム・リベラトーレ
アダム・ジョゼフ・リベラトーア（Adam Joseph Liberatore, 1987年5月12日 - ）は、アメリカ合衆国カリフォルニア州ロサンゼルス郡ベルフラワー出身のプロ野球選手（投手）。左投左打。現在は、フリーエージェント（FA）。
発音指示によると、姓はリベラトゥア(LIB-er-a-tour)となっている。tourは旅行などを意味するツアーと同音。

## 経歴

### プロ入りとレイズ傘下時代

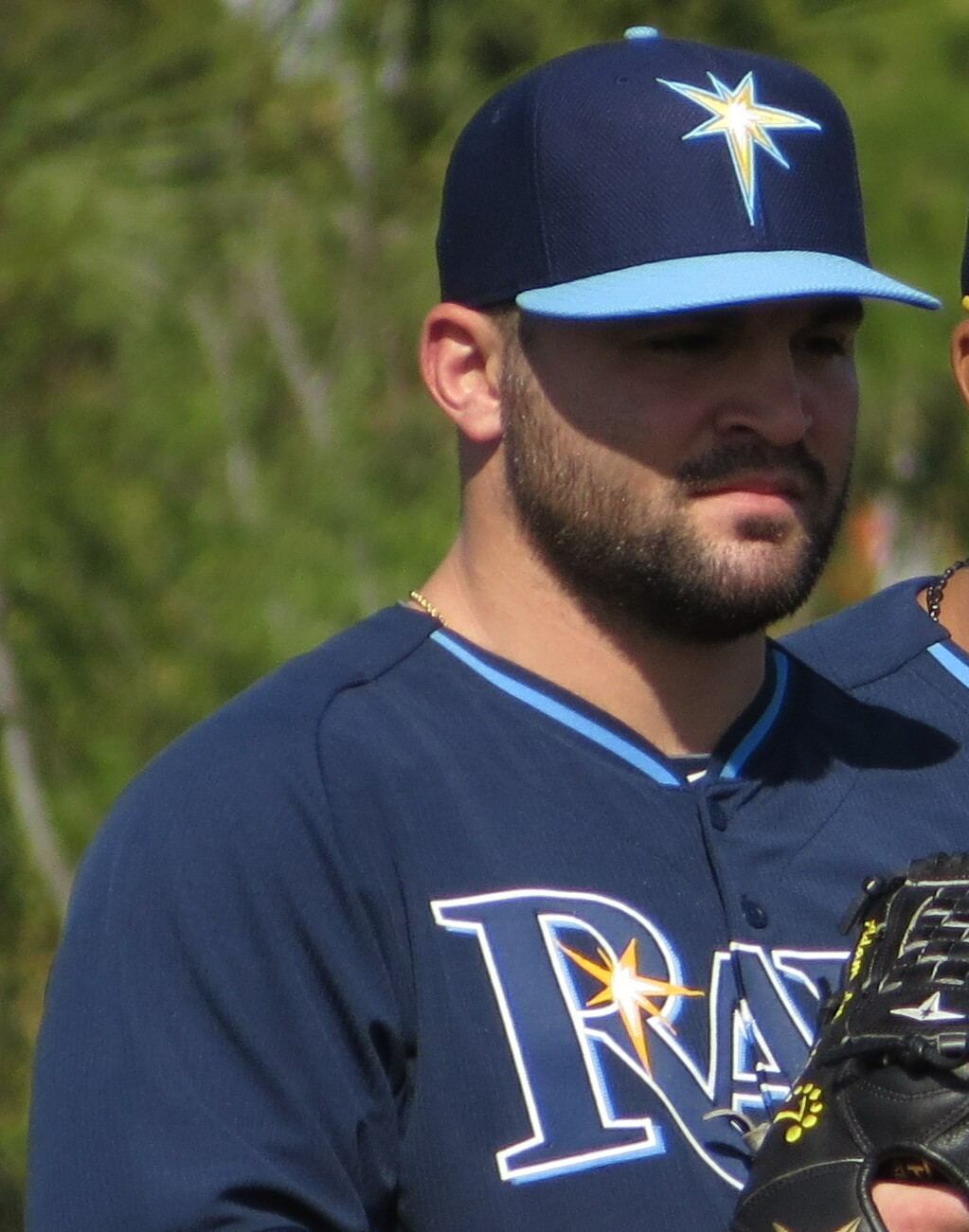
タンパベイ・レイズ時代
(2014年2月15日)

2010年のMLBドラフト21巡目（全体641位）でタンパベイ・レイズから指名され、6月17日に契約。契約後、傘下のA-級ハドソンバレー・レネゲーズでプロデビュー。17試合に登板して2勝1敗2セーブ・防御率2.63・33奪三振の成績を残した。
2011年はA+級シャーロット・ストーンクラブズでプレーし、38試合（先発1試合）に登板して6勝5敗1セーブ・防御率3.09・70奪三振の成績を残した。オフにはアリゾナ・フォールリーグに参加し、サプライズ・サグアロスに所属した。
2012年はAA級モンゴメリー・ビスケッツとAAA級ダーラム・ブルズでプレー。AAA級ダーラムでは16試合に登板して1勝1敗1セーブ・防御率1.29・21奪三振の成績を残した。
2013年はAA級モンゴメリーで開幕を迎え、1試合に登板後、AAA級ダーラムへ昇格。AAA級ダーラムでは43試合に登板して5勝3敗・防御率3.58・69奪三振の成績を残した。
2014年はAAA級ダーラムでプレーし、54試合に登板して6勝1敗4セーブ・防御率1.66・86奪三振の成績を残した。

### ドジャース時代
2014年11月20日にグレッグ・ハリス、ホセ・ドミンゲスとのトレードで、ジョエル・ペラルタと共にロサンゼルス・ドジャースへ移籍した。
2015年は開幕を傘下のAAA級オクラホマシティ・ドジャースで迎えたが、4月17日にメジャー初昇格を果たした。同日のコロラド・ロッキーズ戦でメジャーデビュー。この年は39試合にリリーフ登板し、防御率4.25・2勝2敗・WHIP1.18という、まずまずの成績を残し、ルーキーイヤーからチームに一定の貢献をした。
2016年は出番が増加し、58試合に登板。防御率3.38・2勝2敗・WHIP1.20という成績を残し、2年目のジンクスを乗り越えた恰好となった。更に42.2イニングで47個の三振を奪い（奪三振率9.9）、狙って三振を奪える能力を示した。
2018年5月4日にメキシコのモンテレイにあるエスタディオ・デ・ベイスボル・モンテレイで行われたサンディエゴ・パドレス戦の最終回に登板し、1回を無安打無失点に抑え、継投でのノーヒットノーランを演出したが、数日後に10日間の故障者リスト入りとなった。8月31日にDFAとなり、9月5日に自由契約となった。

## 詳細情報

### 年度別投手成績
| 年 度    | 球 団    | 登 板 | 先 発 | 完 投 | 完 封 | 無 四 球 | 勝 利 | 敗 戦 | セ 丨 ブ | ホ 丨 ル ド | 勝 率 | 打 者 | 投 球 回 | 被 安 打 | 被 本 塁 打 | 与 四 球 | 敬 遠 | 与 死 球 | 奪 三 振 | 暴 投 | ボ 丨 ク | 失 点 | 自 責 点 | 防 御 率 | W H I P |
| -------- | -------- | ----- | ----- | ----- | ----- | -------- | ----- | ----- | -------- | ----------- | ----- | ----- | -------- | -------- | ----------- | -------- | ----- | -------- | -------- | ----- | -------- | ----- | -------- | -------- | ------- |
| 2015     | LAD      | 39    | 0     | 0     | 0     | 0        | 2     | 2     | 0        | 10          | .500  | 122   | 29.2     | 26       | 3           | 9        | 4     | 0        | 29       | 1     | 0        | 14    | 14       | 4.25     | 1.18    |
| 2016     | LAD      | 58    | 0     | 0     | 0     | 0        | 2     | 2     | 0        | 14          | .500  | 176   | 42.2     | 34       | 2           | 17       | 4     | 2        | 47       | 1     | 0        | 16    | 16       | 3.38     | 1.20    |
| 2017     | LAD      | 4     | 0     | 0     | 0     | 0        | 0     | 0     | 0        | 1           | ----  | 15    | 3.1      | 3        | 0           | 2        | 0     | 0        | 5        | 0     | 0        | 1     | 1        | 2.70     | 1.50    |
| 2018     | LAD      | 17    | 0     | 0     | 0     | 0        | 2     | 1     | 0        | 1           | .667  | 54    | 13.0     | 10       | 1           | 8        | 0     | 1        | 12       | 0     | 0        | 4     | 4        | 2.77     | 1.38    |
| MLB：4年 | MLB：4年 | 118   | 0     | 0     | 0     | 0        | 6     | 5     | 0        | 26          | .545  | 367   | 88.2     | 73       | 6           | 36       | 8     | 3        | 93       | 2     | 0        | 35    | 35       | 3.55     | 1.23    |

- 2018年度シーズン終了時

### 背番号
- 36（2015年 - 2018年）